# Kütten
Kütten is een plaats en voormalige gemeente in de Duitse deelstaat Saksen-Anhalt, en maakt deel uit van de Saalekreis.
Kütten telt 416 inwoners.